# هرمان آگوست هیگن
هرمان آگوست هیگن (انگلیسی: Hermann August Hagen؛ ۳۰ مه ۱۸۱۷ – ۹ نوامبر ۱۸۹۳) دانشمند در زمینه حشره‌شناسی اهل آلمان بود.